# Anton Hannecker
Anton Hannecker (Vilsbiburg, 4 juni 1811 – 31 januari 1885) was een Duits katholiek theoloog en oriëntalist.

## Biografie
Hannecker was de zoon van een textiel- en ijzerhandelaar. Hij volgde onderwijs aan het gymnasium in Landshut. Vervolgens studeerde hij van 1830 tot 1834 filosofie en theologie in München. Hij werd op 25 juli 1835 door Franz Xaver von Schwäbl in Regensburg tot priester gewijd. Hij zou echter nooit werkzaam worden als priester. Hannecker keerde terug naar München en studeerde daar filologie. Tevens leerde hij Arabisch, Hebreeuws en andere oosterse talen. Na zijn studie werd hij godsdienstleraar aan het Neues Gymnasium te München. Daarna werd hij decaan en hoogleraar aan de Koninklijke Beierse Pagerie, een school voor jonge edellieden. Daar bekwaamde hij zich verder in de vreemde talen, waarbij het accent lag op de moderne talen. 14 jaar lang was hij werkzaam aan de pagerie, totdat hij in 1852 de eerste directeur werd van een nieuwe eliteopleiding voor begaafde studenten, het Maximilianeum. In 1860 kreeg hij de eretitel van Koninklijke Raad. In de herfst van 1864 werd Hannecker lid van het domkapittel in Eichstätt. Hier werd hij hoogleraar in de theologie met als voornaamste opdracht het onderwijs in de uitleg van de Bijbel en de Oosterse talen. In 1870 benoemde men hem tot domproost. Twee jaar later schreef hij Die Philistäer, waarin hij stelde dat het gebied van de Filistijnen niets anders was dan de zuidelijke kolonies van de Feniciërs. Toen zijn gezondheid aanzienlijk verslechterde zocht hij genezing bij de geneeskrachtige bronnen van Bad Gastein. Hij kreeg echter een longontsteking, die zijn gezondheid in hoog tempo aantastte. Anton Hannecker overleed op 31 januari 1885.